# Trường Trung học phổ thông Kiến An
Trường Trung học phổ thông (THPT) Kiến An là một ngôi trường Trung học phổ thông tại quận Kiến An, thành phố Hải Phòng. Được thành lập năm 1959, đây là ngôi trường trường cấp 3 đầu tiên ở Hải Phòng được xây dựng hoàn toàn mới trong chế độ XHCN.

## Lịch sử

### Giai đoạn 1959 - 1965
Trường cấp 3 tỉnh Kiến An được thành lập vào năm 1959, là ngôi trường trường cấp 3 đầu tiên ở Hải Phòng được xây dựng hoàn toàn mới.
Trong năm học đầu tiên 1959 - 1960, trường gồm cả cấp 2 và cấp 3. Riêng cấp 3 mới chỉ có 2 lớp học với khoảng 100 học sinh và 7 giáo viên vừa làm công tác quản lý, vừa kiêm nhiệm nhiều môn học.
Năm học thứ hai 1960-1961, trường được tách ra và năm học thứ ba 1961 - 1962 trở thành một trường phổ thông cấp 3 hoàn chỉnh có 9 lớp học. Mùa hè năm 1962, hai lớp 10 đầu tiên của trường tốt nghiệp và đa số học sinh đã trở thành sinh viên của các trường đại học. Chi bộ Đảng của nhà trường được thành lập vào năm 1960, phong trào thi đua lao động, văn nghệ, thể dục thể thao rất sôi nổi.
Ngày 18-01-1960, Trường cấp 3 Kiến An đã vinh dự được đi đón Bác Hồ trong dịp Người về thăm Đảng bộ và Quân dân tỉnh Kiến An.

### Giai đoạn 1965 - 1975
Năm 1965, nhà trường thực hiện lệnh sơ tán của chính quyền, giáo viên và học sinh được di tản về các trường cấp 3 ngoại thành như An Dương, An Lão, Vĩnh Bảo,...
Đến tháng 9 năm 1970, Trường cấp 3 Kiến An được tái lập trở lại ngay trên ngôi trường cũ. Ngày đầu tái lập, trường có 10 lớp với tổng số 448 học sinh, gồm 4 lớp 8, 3 lớp 9, 3 lớp 10. Cơ sở vật chất của trường có một nhà hai tầng với 10 phòng học, hai gian nhà cấp 4, một ao trường và một thửa ruộng cấy lúa nằm giữa trường cấp 2 và trường cấp 3.
Trường có 25 giáo viên do thầy Tạ Đức Hùng làm Hiệu trưởng, được chia thành 4 tổ chuyên môn: Tổ Toán, tổ Văn, Tổ Lí-Hoá-Sinh-Thể dục-Kĩ thuật, Tổ Sử -Địa-Chính trị- Ngoại ngữ và Tổ Văn phòng.
Sau hai năm học, mùa hè năm 1972, đế quốc Mĩ đánh phá trở lại miền Bắc, thầy và trò Trường cấp 3 Kiến An phải rời đi sơ tán vào thôn Đẩu Sơn, xã Bắc Hà: vừa giảng dạy, học tập, vừa lao động dựng xây 3 địa điểm làm lớp học sơ tán. Tháng 1 năm 1973, khi Hiệp định Pari được ký kết, Mĩ ngừng ném bom trên miền Bắc, thầy và trò Trường cấp 3 Kiến An từ nơi sơ tán về lại trường. Các năm học 1973-1974, 1974-1975 nhà trường có nhiều cố gắng đáng ghi nhận trong công tác dạy học và các hoạt động lao động sản xuất, rèn luyện nếp sống cho học sinh.

### Giai đoạn sau năm 1975 - 1985
Sau ngày hoà bình thống nhất, thầy và trò Trường PTTH Kiến An tiếp tục chặng đường xây dựng và phát triển, "dạy chữ dạy người". Quy mô của trường cho đến năm 1979 là 20 lớp học. Ngoài dãy nhà 2 tầng gồm 10 phòng học có từ trước, học sinh học theo 2 khối sáng và chiều, trường được xây thêm một dãy nhà 2 tầng gồm 8 phòng, dùng làm phòng thư viện, thí nghiệm, văn phòng và phòng đợi của giáo viên. Thầy Tạ Đức Hùng tiếp tục là hiệu trưởng, đội ngũ giáo viên có khoảng 40 người, nhiều giáo viên tâm huyết được nhân dân, học sinh và đồng nghiệp tin tưởng, kính trọng sâu sắc. Nhà trường có nề nếp sinh hoạt chuyên môn nghiêm túc, chất lượng cao.
Ở giai đoạn này Trường Kiến An cùng với Trường Ngô Quyền và Thái Phiên là ba ngôi trường dẫn đầu thành phố về chất lượng văn hoá và rèn luyện đạo đức cho học sinh.

### Giai đoạn 1986 - nay
Trong thời kỳ đổi mới, hội nhập của đất nước, Trường thpt Kiến An đã phát triển vượt bậc không ngừng lớn mạnh về quy mô số lớp, số học sinh, đội ngũ giáo viên và chất lượng giáo dục toàn diện. Có những năm, số học sinh của trường đạt hơn 2000 học sinh với 42 lớp.
Cơ sở vật chất của trường hiện nay (tháng 11/2012) gồm 4 dãy nhà (3 dãy ba tầng A1, A2, A3 và 2 dãy nhà 2 tầng (B1, B2) với 42 phòng học. Trong đó, dãy nhà A dành giảng dạy và thực hành hóa, sinh, lý, tin. Khu nhà B1 dành cho ban giám hiệu, văn phòng, phòng chờ giáo viên, thư viện, văn phòng Đoàn, hội trường. Khu nhà B2 dành cho các môn học nghề (tin học văn phòng, vi sinh dinh dưỡng). Phòng máy tính của nhà trường trang bị hơn 100 máy tính. 10 phòng học có hệ thống máy chiếu...
Lực lượng giáo viên hiện nay gồm hơn 80 nhà giáo, trong đó có nhiều người là tiến sĩ, thạc sĩ, chia làm các tổ: Toán, Văn Hóa - Sinh - Công nghệ, Sử - Địa - Giáo dục công dân, Ngoại ngữ - Thể dục, Lý - Công nghệ công nghiệp - Tin học, Văn phòng
Để được là học sinh của trường Trung học phổ thông Kiến An, học sinh phải trải qua kỳ thi vào lớp 10 để giành từ 400 - 450 suất vào trường. Đây đều là những học sinh xuất sắc của quận Kiến An. Vào các năm gần đây, số lượng học sinh vào trường ngày càng giảm, lượng điểm chuẩn tăng cao (41.5/60 - năm học 2012 - 2013) khiến cuộc cạnh tranh rất khốc liệt. Hiện nay, nhà trường có hơn 1375 học sinh, chia vào 12 lớp khối 12, 11 lớp khối 11 và 9 lớp khối 10.
Trong quá trình đào tạo tại trường, nhà trường chú trọng công tác giáo dục nhân cách, phẩm chất đạo đức học sinh thông qua các hoạt động ngoài giờ lên lớp như: Tổ chức các buổi chào cờ đầu & giữa tháng, tổ chức cuộc thi Rung chuông vàng, Đường lên đỉnh Olympia, tổ chức Meeting nhân dịp Ngày Nhà giáo Việt Nam, hay Hội khỏe Phù Đổng, Festival Tiếng Anh, các cuộc thi kéo co, giải bóng đá nam, bóng đá nữ, lễ chia tay học sinh khối 12,... Qua các cuộc thi, nhà trường đã phát hiện nhiều học sinh có tài năng bổ sung vào đội văn nghệ xung kích, đội tuyển học sinh giỏi, hoặc cử đi thi Olympia (nhiều lần trường đạt giải nhất các cuộc tuần ) hoặc tuyển quân cho đội tuyển bóng đá nam của trường.
Từ năm 2015, trường bắt đầu triển khai mô hình các CLB, tổ chức chuyên nghiệp dưới sự hỗ trợ của các thế hệ học sinh các khóa. Mở đầu là nhóm KOC - Kien An Olympia Challenge dưới sự lãnh đạo của anh Đào Mạnh Sơn, cựu học sinh khóa 2011 - 2014, cùng nhiều anh chị cựu học sinh khác (sinh năm 1992 - 1997) cùng nhau tổ chức một chương trình thường niên mang tên "Nhà leo núi tương lai" nhằm tuyển chọn các bạn học sinh xuất sắc tham gia cuộc thi Đường lên đỉnh Olympia với quy mô rộng lớn và cách thức tổ chức chuyên nghiệp, đến nay ( 2023 ) đã trải qua 8 mùa giải kể từ KOC mùa đầu tiên.
Bên cạnh đó, CLB Tiếng Anh - Kien An English Club cũng được tái thành lập dưới sự cố vấn của anh Hoàng Thanh Tùng, cựu học sinh khóa 2008 - 2011) cùng nhiều anh chị khác, từ đó phong trào dạy và học tiếng Anh được nâng cao và tạo sự hứng thú đầy mới mẻ cho các bạn học sinh trong trường.
Năm 2016, CLB Khoa học - Kien An Science Club cũng được ra đời nhằm mục đích hỗ trợ giúp đỡ các bạn học sinh có niềm đam mê nghiên cứu khoa học kỹ thuật.

### Những nhà giáo và học sinh nổi tiếng
1. Thầy Nguyễn Trọng Lô, nguyên Hiệu trưởng đầu tiên, sau này là Nhà giáo Ưu tú, Giám đốc Sở Giáo dục và Đào tạo Hải Phòng
2. Cô Bùi Thị Sinh, nguyên Phó Hiệu trưởng Trường Trung học Phổ thông Kiến An, sau này là Giám đốc Sở Giáo dục và Đào tạo, Phó Chủ tịch UBND thành phố Hải Phòng
3. Thầy Nguyễn Hữu Thịnh, nguyên tổ trưởng tổ Toán trường Trung học phổ thông Kiến An, sau này là Hiệu trưởng Trường thpt Hồng Bàng, trưởng phòng Trung học phổ thông Sở Giáo dục và Đào tạo Hải Phòng
4. Thầy Bùi Văn Phú nguyên Hiệu trưởng trường Trung học Phổ thông Kiến An, sau là Hiệu trưởng Trường Trung học phổ thông chuyên Trần Phú, Hải Phòng.
5. Tiến sĩ Đỗ Thị Hòa, nguyên Hiệu trưởng Trường Trung học Phổ thông Kiến An, sau là Hiệu trưởng Trường Trung học phổ thông chuyên Trần Phú, Hải Phòng, hiện nay là Phó Giám đốc Sở Giáo dục & Đào tạo Hải Phòng.
6. Thầy Tào Vượng: Nguyên tổ trưởng tổ Hóa, nhà giáo ưu tú.
7. Nhà giáo nhân dân, thầy thuốc nhân dân Vũ Hữu Chỉnh, nguyên Hiệu trưởng Trường Cao đẳng Y tế Hải Phòng, cựu học sinh khóa 1961 - 1964
8. Đại tá Bùi Minh Tâm, Nguyên Giám đốc Trung tâm công nghệ xử lý bom mìn Việt Nam, Cựu học sinh khóa 1961 - 1964
9. Ông Trần Trung Kiên, nhân chứng Lịch sử, tham gia mũi tấn công thọc sâu của Trung đoàn 66, Sư đoàn 304, Quân đoàn 2, đánh chiếm Dinh Độc Lập, bắt sống Tổng thống Dương Văn Minh, Thủ tướng Vũ Văn Mẫu cùng toàn bộ nội các chính quyền Sài Gòn ngày 30/4/1975.
10. Ông Nguyễn Hòa Bình, nguyên là học sinh nhà trường, nay là PGS.TS Luật, Ủy viên Ban Chấp hành Trung ương Đảng Cộng sản Việt Nam khóa XI, đại biểu Quốc hội Việt Nam khóa XIII, Chánh án Toàn án nhân dân tối cao
11. Lê Bá Tiệp (học sinh khóa 2006 - 2009), 29.5 điểm khối A, thủ khoa chuyên ngành Kinh tế đối ngoại, á khoa trường Đại học Ngoại thương năm 2009.
12. Trương Đình Phong (học sinh khóa 2009 - 2012), giải đặc biệt kỳ thi Casio Sinh học quốc gia.
13. Phạm Thanh Phong (học sinh khóa 2012 - 2015), giải nhì quý I Đường lên đỉnh Olympia năm thứ 15, Á khoa Thành phố Hải Phòng tổ hợp A00 (Toán, Lý, Hóa) năm 2015 (Tổng điểm đạt 28,25.)
14. Nguyễn Trọng Nghĩa ( học sinh khóa 2016 - 2019 ), quán quân KOC - Nhà leo núi tương lai năm 2017, đại diện THPT Kiến An tham dự Đường lên đỉnh Olympia năm thứ 18, nắm giữ kỷ lục điểm thi Tuần cao nhất Olympia năm thứ 18, thuộc top Thủ khoa Thành phố Hải Phòng tổ hợp A00 ( Toán, Lý, Hóa ), giải Nhì kỳ thi học sinh giỏi Thành phố môn Toán.
15. Phạm Hải Bình ( học sinh khóa 2017 - 2020 ), á quân KOC - Nhà leo núi tương lai năm 2017, quán quân KOC - Nhà leo núi tương lai năm 2018, đại diện của trường THPT Kiến An tham dự Đường lên đỉnh Olympia năm thứ 19. Thuộc top Thủ khoa Thành phố Hải Phòng tổ hợp A00 ( Toán, Lý, Hóa ).

## Các thế hệ hiệu trưởng (1959 - 2016)
| STT | Tên               | Nhiệm kì    |
| --- | ----------------- | ----------- |
| 1   | Nguyễn Trọng Lô   | 1959 - 1962 |
| 2   | Phạm Mỹ           | 1962 - 1965 |
| 3   | Tạ Đức Hùng       | 1970 - 1994 |
| 4   | Bùi Văn Phú       | 1994 - 2001 |
| 5   | Trần Thị Hạnh     | 2002 - 2007 |
| 6   | Đỗ Thị Hòa        | 2007 - 2013 |
| 7   | Lê Hoàng Việt     | 2013 - 2014 |
| 8   | Bùi Thị Tuyết Mai | 2015        |
| 9   | Đinh Hồng Tiệp    | 2015 - 2021 |
| 10  | Nguyễn Thị Lệ     | 2021 - nay  |

## Lãnh đạo các tổ chức chính trị - xã hội - đoàn thể
| STT | Tên                   | Chức vụ                       |
| --- | --------------------- | ----------------------------- |
| 1   | Thầy Đinh Hồng Tiệp   | Bí thư chi bộ Đảng            |
| 2   | Cô Bùi Thị Toan       | Chủ tịch công đoàn nhà trường |
| 3   | Cô Nguyễn Phương Thảo | Bí thư Đoàn trường            |

## Khen thưởng
- Huân chương lao động hạng Ba (1989) [5]
- Huân chương lao động hạng Ba (2004)
- Huân chương lao động hạng Nhì (2009)